# دون تومسون
دون تومسون (بالإنجليزية: Don Thompson)‏ (و. 1940  م) هو عازف بيانو، وعازف جاز كندي، ولد في بويل ريفر، كولومبيا البريطانية، يستخدم آلات بيانو، وفيبرافون، وكمان أجهر.

## جوائز
حصل على جوائز منها:
- ضابط وسام كندا.

## روابط خارجية
- دون تومسون على موقع IMDb (الإنجليزية)
- دون تومسون على موقع ميوزك برينز (الإنجليزية)
- دون تومسون على موقع أول ميوزيك (الإنجليزية)
- دون تومسون على موقع ديسكوغز (الإنجليزية)
- دون تومسون على موقع ديسكوغز (الإنجليزية)